# Chokyi Gyaltsen (Taï Sitou Rinpoché)
Pour les articles homonymes, voir Chokyi Gyaltsen.
Taï Sitou Rinpoché
Tashi Namgyal
Chokyi Gyaltsen tibétain : ཆོས་ཀྱི་རྒྱལ་མཚན, Wylie : chos kyi rgyal mtshan (1377-1448) est le 1er Taï Sitou Rinpoché, un  tulkou important de la lignée karma-kagyu. 

## Biographie
Né dans la famille de Karma Pakshi près de Karma Gön, Chokyi Gyaltsen fut un disciple du 5e karmapa qui l'a nommé abbé de Karma Gön, alors le monastère du karmapa. Il passa une grande partie de sa vie à pratiquer la méditation en ermite dans des grottes. Cependant, sa réputation se répandit si bien que l’empereur Ming Yongle lui conféra le titre de Taï Sitou  en 1407.